# سد والکوپ
سد والکوپ (به لاتین: Vaalkop Dam) یک سد در آفریقای جنوبی است که در شمال غربی (استان آفریقای جنوبی) واقع شده‌است.